# 柳生利厳
柳生 利厳（やぎゅう としとし/としよし）は、江戸時代初期の剣術家。大和国出身の武士。尾張藩士。父は柳生宗厳（石舟斎）の長男・柳生厳勝。妻は島清興の娘の珠。通称は兵助、兵庫助、茂佐衛門。初名は長厳。号は如雲斎、四友居士など。伊予守（自称）。新陰流第三世。
祖父・石舟斎より剣術（新陰流）を、阿多棒庵より新当流槍術と穴沢流薙刀術をそれぞれ学び奥義に達する。尾張徳川家に仕えて初代藩主・徳川義直に剣術・槍術・長刀術を相伝するなど、尾張藩御流儀としての新陰流の地位を確立し、現代まで新陰流を伝える尾張柳生家の礎を築いた。

## 生涯

### 生い立ち
天正7年（1579年）、大和国柳生庄にて柳生厳勝の次男として誕生する。父・厳勝は領主・柳生石舟斎の嫡男として石舟斎を支えていたが、戦場で受けた傷がもとで身体に障害が残り、利厳誕生時にはすでに隠居状態にあったという。祖父・石舟斎は上泉信綱から相伝を受けた新陰流の剣豪としても名高く、利厳は祖父の膝下で兄・久三郎や叔父の宗矩・宗章らと共に剣術を学んで育った。
やがて柳生家は 太閤検地で隠し田が発覚したことで累代の所領が没収される憂き目に合い、兄や叔父たちは柳生庄を離れ他家に仕えたが、若年であった利厳は弟・権衛門と共に柳生庄に残った。
慶長2年（1597年）兄の久三郎が朝鮮蔚山で戦死したことで、宗厳の嫡孫となる。22歳となった慶長5年（1600年）には関ヶ原の役があり、叔父・宗矩等の活躍により所領を取り戻すことができたが、その際も石舟斎は利厳を手元から離すことを許さず修業に専念させていたと伝わる。

### 熊本藩仕官
慶長8年（1603年）、利厳24歳の時に熊本藩藩主加藤清正からの懇願を受け、500石を以て加藤家に仕官する。祖父・石舟斎は当初利厳の気性を案じて手元から離すのを渋っていたが、清正からの再三の要請を受けて「兵助儀は殊のほかなる一徹の短慮物にござれば、たとえ、いかようの儀を仕出かし候とも、三度まで死罪の儀は堅く御宥し願いたい」との申し出を条件に受諾し、『新陰流兵法目録事』と極意を示した和歌2首を授けて利厳を送り出したという。
しかし利厳は出仕後1年が足たないうちに、同僚と争いを起こしてこれを斬り、加藤家を去る。詳しい経緯は後に加藤家が改易となったこともあって史料にないものの、利厳の子孫である尾張柳生家では口伝として以下の話を伝える。
当時領内で起こった百姓一揆において、鎮圧に手間取っていた伊藤長門守光兼の後任として利厳が派遣された。利厳は総攻撃を主張したが、長門守が反対したために斬り捨てた。利厳はそのまま一揆勢に総攻撃を仕掛けて鎮圧。清正に仔細を報告すると即日退転したという。

### 浪人時代
加藤家を去ってからは、武者修行として諸国を遍歴すること12年に及んだとも、あるいは福島正則からの2千石で召し抱えたいとの申し出を断わって柳生庄に隠遁していたとも伝わる。
慶長9年（1604年）、石舟斎から新陰流皆伝の印可を授かる。さらに翌慶長10年（1605年）年、石舟斎から自筆の目録『没慈味手段口伝書』、大太刀一振りと併せて流祖・上泉信綱から与えられた印可状・目録の一切を相伝される。
慶長11年（1606年）、祖父・石舟斎が死去。
以降は家督を継いだ叔父・宗矩の庇護下にあったと見られるが、父・厳勝の援助を受けていたとする話もある。
その後、熊野に隠遁していた兵法家・阿多棒庵を訪ねて新当流槍術ならびに穴沢流薙刀術を学び、慶長14年（1609年）9月にそれぞれ皆伝印可を受ける。この時棒庵は自身が師・穴沢浄見から得た印可状も利厳に授与しているため、尾張柳生家ではこれらを「唯受一人」の印可として、新当流長刀・槍一流の宗は穴沢浄見、阿多棒庵から第七世として利厳に受けつがれたとしている。

### 尾張徳川家指南として
元和元年（1615年）36歳の時、尾張藩御附家老・成瀬隼人正の推挙を受けて徳川家康の子・義直の兵法師範として500石で仕える。
尾張柳生家の伝承によると、推挙を受けた家康は利厳を駿府に招聘して直々に対面した上で、義直の師範となるよう要請し、これを受けて利厳は「江戸の但馬（叔父・宗矩）とこと違い、諸役の御奉公は一切御免蒙り、替え馬一頭もひける身分ならでは、御仕官の儀は堅く御免蒙りとう存じます。」との条件を示したという。家康はこれらを認め、利厳を義直の兵法師範に迎えた。
尾張藩に仕えて5年が経った元和6年（1620年）、義直に新陰流の剣術および新当流の槍、長刀の印可を授与する。この時利厳は自己一代の工夫考案書である『始終不捨書』の奥書に印可を添え、自身が祖父と師・棒庵から受け継いだ印可状、伝書、目録、大太刀の一切と共に義直に進上した。また後に流儀の後継者となる次男・厳包に印可を与える際には、義直から相伝を受ける形式を取らせたことで、流派の継承は代々尾張藩主と柳生家が協力の元で行うことが慣例となり、尾張藩「御流儀」としての新陰流の地位は不動のものとなった。

### 晩年
慶安元年（1648年）、70歳で隠居して如雲斎と号し、隠居領300石を拝領する。家督は次男の利方が継承し、藩主の嗣子・光友の指南は三男の厳包が引き継いだ。隠居後は京都の妙心寺塔頭麟祥院に柳庵と呼ぶ一草庵を建てて暮らし、同寺の住職を務める霊峰和尚と親交を深めた。『霊峰和尚語録』によると柳庵での利厳は千草万木（あらゆる植物）を愛し、いつも銅製の瓶に水を溜め、花を盛って側に置いていたという。隠居から2年たった慶安3年（1650年）、妙心寺で死去。享年72。遺体は晩年を過ごした塔頭麟祥院に葬られた。

## 逸話
- 尾張徳川家に仕えた利厳の子孫（尾張柳生）と江戸の将軍家に仕えた叔父宗矩の子孫（江戸柳生）は江戸時代を通じて交流が無かった[20]。両家の断交は利厳と宗矩の不和から始まったとされ、尾張側の記録である『名古屋市史』では、父・厳勝の死後に宗矩が所領を独占したことを原因としており[1]、一方の江戸柳生の記録[注 10]では、利厳の妹が最初の夫と離縁したため、宗矩が引き取って家臣の佐野（柳生）主馬と縁組したものの、この再婚について兄である利厳に事前の相談がなく、また主馬が朝鮮の出身だったこともあって、利厳が激怒したことを原因としている[21]。
- 18世紀後半に著された『兵術要訓』にある逸話に、宮本武蔵が尾張を訪れた際、城下で利厳とすれ違い「久々にて活きた人を見た。あなたは柳生兵庫（利厳）ではないか」といい、利厳は「そういうあなたは宮本武蔵ですね」と答えたというものがある。武蔵は利厳の屋敷に滞在して共に酒を飲み、囲碁を打ったが、互いに剣術を見せることはないまま別れたという[22]。
- 尾張柳生家には新陰流の一子相伝の正統は流祖上泉信綱から柳生宗厳にそして利厳へと譲られたという伝承があり、その中では上泉から数えて新陰流第三世とされる。ただし本当に宗厳が上泉より新陰流の道統を譲られたかや、宗厳に「一子相伝」や「正統」という概念があったかについては疑問視する向きもある[23]。

## 著作
『始終不捨書』（著作年月日不詳）
太平の世に対応すべく自身が打ち立てた「今」の教えについて記した利厳一代の工夫の書。石舟斎の教えの内、従来のやり方では時代にそぐわなくなった部分について「昔の教悪」として弊害を記し、代わって自身が工夫した新しい方法を「今の教」として全68項目にまとめて列挙している。
その内容は多岐に渡り、中でも重心を低く構える「沈なる身」を否定し、重心を高く自然体に構える「直立の身」を推奨したことは、甲冑を着けて斬りあう「介者剣術」から普段着で使う「素肌剣術」への転換として評価されている。ただし利厳以前の新陰流でどの程度｢沈なる身｣が厳守されていたのかや、この重心の変化が甲冑の有無を意識したものなのかについては異論もある。
徳川義直に印可を認めた際に授与され、以後流派の後継者に代々継承された。

## 柳生利厳の登場する作品

### 小説
- 「柳生武芸帳」（五味康祐）
- 「柳生兵庫助」（津本陽）
- 「宮本武蔵」（吉川英治）
- 「影武者徳川家康」（隆慶一郎）
- 「魔界転生」（山田風太郎）
- 「柳生石舟斎」（山岡荘八）
- 「覇剣―武蔵と柳生兵庫助」（鳥羽亮）
- 「刺客柳生十兵衛」（鳥羽亮）
- 「十兵衛両断」（荒山徹）

### 漫画
- 「カムイ外伝」（白土三平）
- 「バガボンド」（井上雄彦）
- 「柳生兵庫助」（原作:津本陽、漫画:とみ新蔵）
- 「SAKON（左近） -戦国風雲録-」（原作：隆慶一郎、脚本：二橋進吾、漫画:原哲夫）
- 「魔界転生」（原作:山田風太郎、漫画:とみ新蔵）
- 「柳生一族と闘った男 血闘者 竜之巻・鬼之巻」（武本サブロー）
- 「へうげもの」（山田芳裕）
- 「陸奥圓明流外伝 修羅の刻」（川原正敏）

### 映画
- 『柳生武芸帳 剣豪乱れ雲』（1963年、監督：内出好吉、演：和崎俊哉）

### テレビドラマ
- 『春の坂道』（1971年、NHK大河ドラマ、演：村野武範)
- 『宮本武蔵』（1975年、関西テレビ、演：川口恒）
- 『柳生十兵衛あばれ旅』第16話「美女と妖刀魔殿」（1983年、テレビ朝日、演：永野辰弥）
- 『風雲 柳生武芸帳』（1985年、テレビ東京12時間超ワイドドラマ、演：天知茂）
- 『武蔵 MUSASHI』（2003年、NHK大河ドラマ、演：高嶋政伸）
- 『柳生武芸帳』（2010年、テレビ東京新春ワイド時代劇、演：松平健）
- 『影武者徳川家康』（2014年、テレビ東京新春ワイド時代劇、演：原田龍二）